# Sân bay Nida

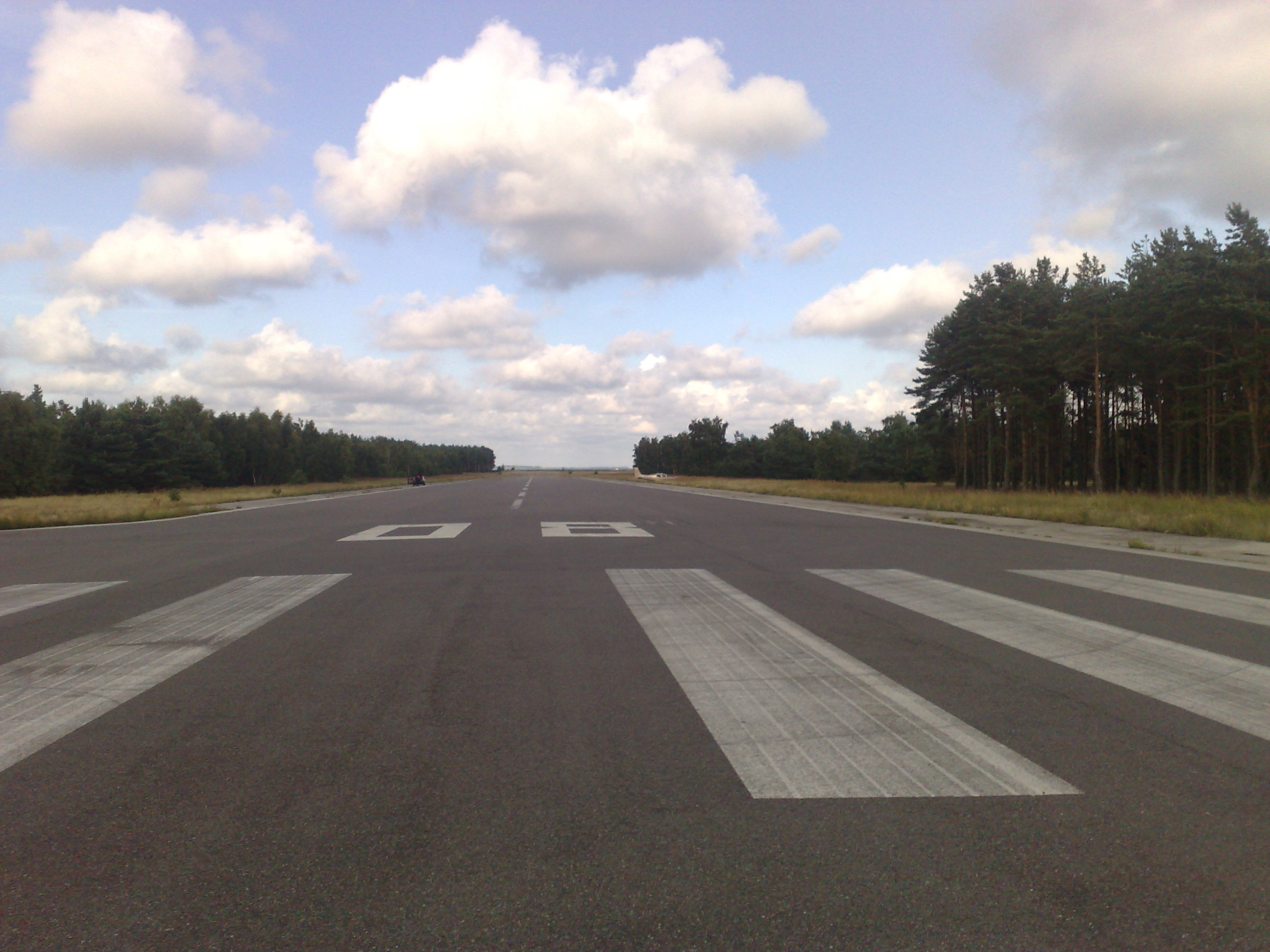
Sân bay Nida - tây Litva

Sân bay Nida (ICAO: EYND) là một sân bay, khai trương năm 1967, tọa lạc ở Nida, phía tây Litva, gần Biển Baltic và Klaipėda. Đây đã từng là một trong những sân bay đầu tiên ở phía tây Litva.
Sân bay này có thể phục vụ các máy bay vừa và nhỏ như Saab 2000, Saab 340.
Giai đoạn năm 1998-2006, bề mặt bê tông và sân đỗ đã được nâng cấp.